# Pawiloma eclesia
Pawiloma eclesia är en insektsart som först beskrevs av Melichar 1926.  Pawiloma eclesia ingår i släktet Pawiloma och familjen dvärgstritar. Inga underarter finns listade i Catalogue of Life.